# Fiat 132
Fiat 132 var en bilmodel fra Fiat, som blev produceret fra 1972 til 1981. Det var den sidste serieproducerede Fiat-model med baghjulstræk. Fiat 132 i 1800 udgaven, var også teknisk forbedret med bl.a. modificeret undervogn, gearkasse og motor, sammenlignet med 1972 udgaven.
Fiat 132 afløste Fiat 125, og overtog dens motor med dobbelte overliggende knastaksler. I øvrigt minder modellens teknik om den mindre Fiat 131. Fra 1977 erstattede modellen også Fiat 130 som firmaets flagskib. Samtidigt med dette tilkom en 2,0-liters benzinmotor, og modellen kaldtes også Fiat 2000. Dette år fik Fiat 132 ændret kølergitter og interiør. Modellen blev i 1983 afløst af Fiat Argenta, som i bund og grund var en faceliftet Fiat 132.
Bilen blev i Spanien fremstillet som SEAT 132.

## Tekniske specifikationer[1][2]
| Model                             | Cylindre | Slag- volume | Effekt | Effekt | Effekt | Drejnings- moment | Drejnings- moment | Årgang(e) | Årgang(e) |
| Model                             | Cylindre | cm³          | kW     | hk     | omdr.  | Nm                | omdr.             | fra       | til       |
| --------------------------------- | -------- | ------------ | ------ | ------ | ------ | ----------------- | ----------------- | --------- | --------- |
| Fiat 132-modeller med benzinmotor |          |              |        |        |        |                   |                   |           |           |
| 1600                              | 4        | 1592         | 72     | 98     | 6000   | 129               | 4000              | 1972      | 1981      |
| 1800                              | 4        | 1756         | 83     | 113    | 5600   | 148               | 3400              | 1972      | 1974      |
| 1800                              | 4        | 1756         | 79     | 107    | 6000   | 141               | 4200              | 1974      | 1981      |
| 2000                              | 4        | 1995         | 84     | 114    | 5600   | 157               | 3000              | 1977      | 1981      |
| 2000 i.e.                         | 4        | 1995         | 90     | 122    |        |                   |                   | 1977      | 1981      |
| Fiat 132-modeller med dieselmotor |          |              |        |        |        |                   |                   |           |           |
| 2000 D                            | 4        | 1995         | 45     | 61     | 4400   | 113               | 2400              | 1978      | 1981      |
| 2500 D                            | 4        | 2445         | 54     | 73     | 4200   | 146               | 2400              | 1978      | 1981      |